# Così fan tutte (KV 588)
Così fan tutte [koˈzi ˈfan ˈtutte], pełny tytuł: Così fan tutte, ossia La scuola degli amanti (Tak czynią wszystkie, czyli szkoła kochanków), KV 588 – opera buffa w dwóch aktach. Muzykę skomponował Wolfgang Amadeus Mozart, a libretto napisał Lorenzo Da Ponte. Prapremiera dzieła miała miejsce w Wiedniu 26 stycznia 1790, dyrygował kompozytor. W wieku XIX opera, uważana za niemoralną, była wystawiana w niezmienionej formie stosunkowo rzadko. Stopniowe zmiany w tej kwestii przyniósł jednak wiek XX. Obecnie (przełom wieków XX i XXI) opera ta jest powszechnie zaliczana do najważniejszych utworów Wolfganga A. Mozarta, natomiast ewentualne skróty mają na celu w zasadzie tylko dostosowanie do określonych ram czasowych i koncepcji scenicznych.
W operze przedstawiony jest jednodniowy epizod dotyczący młodych żołnierzy Guglielma i Ferranda, ich starszego druha Don Allfonsa oraz ukochanych obu chłopców, sióstr Dorabelli i Fiordiligi, kluczową postacią jest też pokojówka panien, Despina.

## Streszczenie libretta
Młodzi wojacy poruszeni tym, co ich doświadczony przyjaciel sądzi o wierności kobiet, zakładają się z nim, że słowa te nie są sprawiedliwe wobec ich narzeczonych. Stary intrygant chcąc udowodnić swoje racje wymyśla fikcyjną bitwę i opowiada o niej wybrankom żołnierzy. Młodzieńcy po płaczliwej scenie pożegnania niemal natychmiast mają wrócić w przebraniach i zalecać się każdy do narzeczonej drugiego. Niczego nieświadome panny powoli są wplątywane w intrygę, w której część wtajemniczona jest także Despina. Kobiety łatwo dają się przekonać, że rozkaz króla wzywa ich chłopców do boju, jednak po powrocie przebranych, nie rozpoznając ich, mimo ciekawości stawiają dość silny opór zalotom. Nawet rzekoma próba wypicia przez młodzieńców trucizny i starania Despiny też przebranej, za cudzoziemskiego doktora, nie zdają się na zbyt wiele, bo pod koniec aktu I uczuciowe lody zaczynają dopiero lekko kruszeć.
Sytuacja zmienia się dość istotnie w akcie II. Pokojówka przekonuje po raz kolejny młode damy, aby dały szanse dziwacznym intruzom. Starania rzekomych Albańczyków, choć nadal są raczej nieporadne, trafiają tym razem na podatniejszy grunt. Panny ulegają, Don Alfonso triumfuje przekonując przyjaciół, iż tak czynią wszystkie. Gdy zaś młode kobiety podpisują przygotowane przez Despinę i Don Alfonsa fikcyjne małżeńskie kontrakty, nadchodzi czas, aby i im wyjawić prawdę. Dochodzi do rozwiązania intrygi i szczęśliwego zakończenia.

## Osoby i pierwsza obsada
- Fiordiligi, dama z Ferrary – sopran (Adriana Ferrarese)
- Dorabella, siostra Fiordiligi – sopran (Louise/Luigia Villeneuve)
- Ferrando, żołnierz, narzeczony Dorabelli – tenor (Vincenzo Calvesi)
- Guglielmo, żołnierz, narzeczony Fiordiligi – baryton (Franceso Benucci)
- Don Alfonso, przyjaciel domu – bas (Francesco Bussani)
- Despina, pokojówka – sopran (Dorothea Bussani)
- służba[1]

## Szczegółowy opis treści

### AKT I
- N. 1 La mia Dorabella capace non è (Ferrando, Don Alfonso, Guglielmo)
- N. 2 È la fede delle femmine (Ferrando, Don Alfonso, Guglielmo)
- N. 3 Una bella serenata (Ferrando, Don Alfonso, Guglielmo)

W portowej tawernie dwóch młodych żołnierzy toczy zaciekły spór z ich starszym znajomym. Jest nim Don Alfonso, przyjaciel obu chłopców, który dopiero co stwierdził, że próżno byłoby szukać na świecie stałej w uczuciach kobiety. Godzi to jednak w dobre imię Fiordiligi i Dorabelli, narzeczonych owych młodzieńców, dlatego Guglielmo i Ferrando chcą po żołniersku tego, by stary druh przedstawił jakieś naprawdę konkretne i niezbite dowody na niestałość ich ukochanych, w przeciwnym zaś razie ma on natychmiast się wycofać z tych nieprawdopodobnych według zakochanych wojaków oskarżeń. Chcą nawet pojedynkować się z Don Alfonsem w obronie honoru swoich dziewcząt. Ten, wysłuchując ich argumentów, przystaje na pokojowe rozwiązanie, jednak pod pewnymi warunkami. Będąc człowiekiem światowym, doskonale zdaje on sobie sprawę z tego, że prędzej chyba można spotkać mitycznego feniksa, niż stałą w uczuciach kobietę, dlatego wojowniczym przyjaciołom proponuje rzeczową rozmowę, a gdy nie podzielają wysuwanych nawzajem przeciwnych argumentów, ostatecznym dowodem ma być zakład o sto cekinów. Obaj żołnierze mają jednak pod przysięgą na honor zrobić wszystko, czego zażąda od nich Don Alfonso, pozostając pod jego rozkazami przez cały dzień. Ci chętnie na to przystają. Są przecież pewni wierności swoich wybranek i już myślą o ułożeniu dla nich pięknych serenad. Planując też za wygrane w tak łatwy ich zdaniem sposób pieniądze wydać wielką ucztę, na którą zaproszą nawet Don Alfonsa. Ten natomiast skrzętnie i przekornie pyta ich, czy w przypadku gdyby jednak to on okazał się wygranym, znajdzie się wśród gości.
- N. 4 Ah guarda sorella (Fiordiligi, Dorabella)
- N. 5 Vorrei dir, e cor non ho (Don Alfonso)

Ich ukochane rzeczywiście myślą tylko o nich. Nawet czekając na spotkanie, wpatrzone są w ich portrety. Każda wychwala cechy zalotnika jako dzielnego żołnierza i czułego kochanka. One także deklarują, że niechby tylko ich uczucia miały się odmienić, byłoby to ze wszech miar naganne, a wszelka za to kara – jak najbardziej sprawiedliwa. Chcąc jednak przełamać bezczynność, Fiordiligi wróży siostrze z ręki. Dostrzegając rzekome litery P i M, tłumaczy je jako prędkie małżeństwo. Narzeczeni są już sporo spóźnieni, dlatego obie dziewczyny są zaskoczone, gdy dodatkowo zamiast nich przychodzi tylko Don Alfonso. Smutek przyjaciela Ferranda i Guglielma nie zapowiada niczego dobrego. Zmyślny intrygant wywołuje w sercach panien niepokój do tego stopnia, iż obawiają się one nawet o życie swoich chłopców. Uspokaja je jednak, ale nie na długo. Według tego co mówi, młodzieńcy wezwani królewskim rozkazem mają niezwłocznie wyruszyć na neapolitańskie pole bitwy i sami nie potrafiąc oprzeć się spodziewanym łzom pożegnania, z tą przykrą wiadomością przysłali jego.

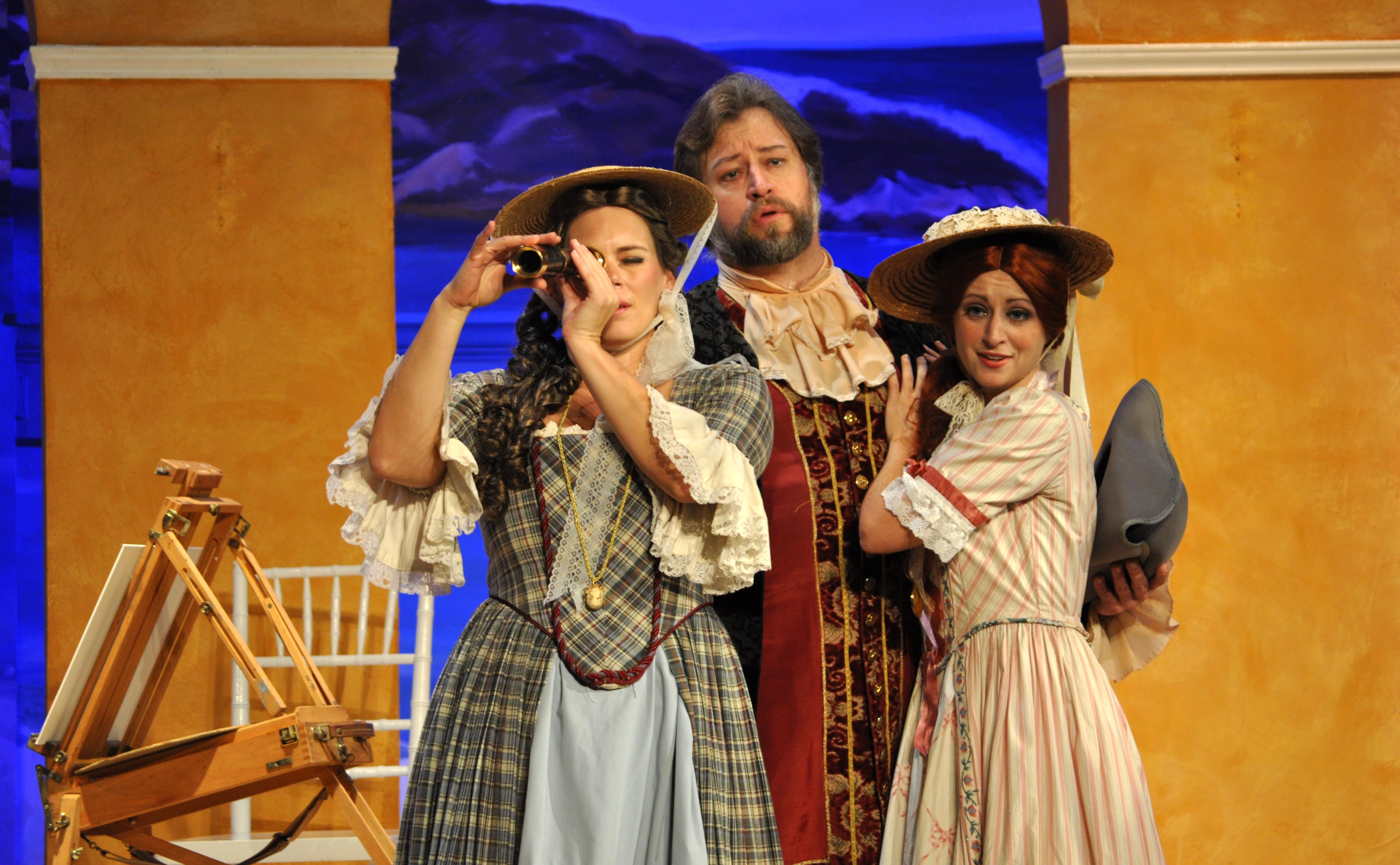
Fiordiligi, Dorabella i Don Alfonso, po odpłynięciu łódki z żołnierzami. Dove son?

- N. 6 Sento oddio, che questo piede (Fiordiligi, Dorabella, Ferrando, Don Alfonso, Guglielmo)
- N. 7 Al fato dàn legge (Ferrando, Guglielmo)
- N. 8 Bella vita militar (chór)
- [N. 8a] Di scrivermi ogni giorno (Fiordiligi, Dorabella, Ferrando, Don Alfonso, Guglielmo)
- N. 9 Bella vita militar
- N. 10 Soave sia il vento (Fiordiligi, Dorabella, Don Alfonso)

Ferrando i Guglielmo czekają jednak pod drzwiami domu dziewczyn na ich reakcję. Wchodzą też zaraz niezbyt pewnym krokiem, twierdząc że są chwile, w których blednie nawet odwaga największego bohatera. Dorabella i Fiordiligi zwracają się do nich od razu z wyrzutem. Skoro oni mają je opuścić, lepiej, by natychmiast przebili ich serca. Obaj żołnierze dobrze wiedzą, jak uspokoić swoje narzeczone, a ich porozumiewawcze spojrzenia kierowane w stronę przyjaciela tym bardziej zdają się mówić, że mogą być spokojni o losy zakładu. Tylko stara prawda mówiąca, że ten się śmieje, kto się śmieje ostatni, jest dla Don Alfonsa pocieszeniem. Obydwaj amanci pocieszają swoje wybranki, że miłość ochroni je mimo przeciwności losu i okrucieństwa gwiazd. Zbliża się jednak niewielka łódź, która, jak wyjaśnia Don Alfonso, ma ich zabrać na większy okręt, a jej przybycie obwieszczają werble i pieśń sławiąca cnoty żołnierskiego życia. Dziewczęta niemal mdleją tonąc we łzach, Guglielmo i Ferrando obiecują słać listy, nawet i dwa razy dziennie, lecz przysięgali na żołnierski honor, który jest dla nich świętością, dołączają zatem szybko do reszty załogi. Niebawem łódka znika z horyzontu. Obie z sióstr machają jeszcze na pożegnanie jak zastygłe swoim chłopcom; do końca nie mogą sobie wytłumaczyć tego, co właśnie się wydarzyło. Don Alfonso, z trudem powstrzymujący podczas całego pożegnania śmiech, naprawdę poważnym tonem, chcąc opanować sytuację, przekonuje Dorabellę i Fiordiligi, że teraz pozostaje tylko życzyć odpływającym pomyślnych wiatrów i łagodnych fal, a wszystko ułoży się jak najlepiej. Każdy ma jednak własne zajęcia i własne problemy, a Don Alfonso szczególnie. Wbrew nadziejom Ferranda i Guglielma, on także cieszy się z dotychczasowego przebiegu rzeczy. Zastanawia się, ileż to błazenady było w tym rozstaniu. Teraz tylko trzeba będzie nadal tak dobrze poprowadzić swoje interesy, bo jakimiż głupcami muszą być wszyscy ci, którzy nadzieje pokładają w kobiecych uczuciach...
- Ah scostati

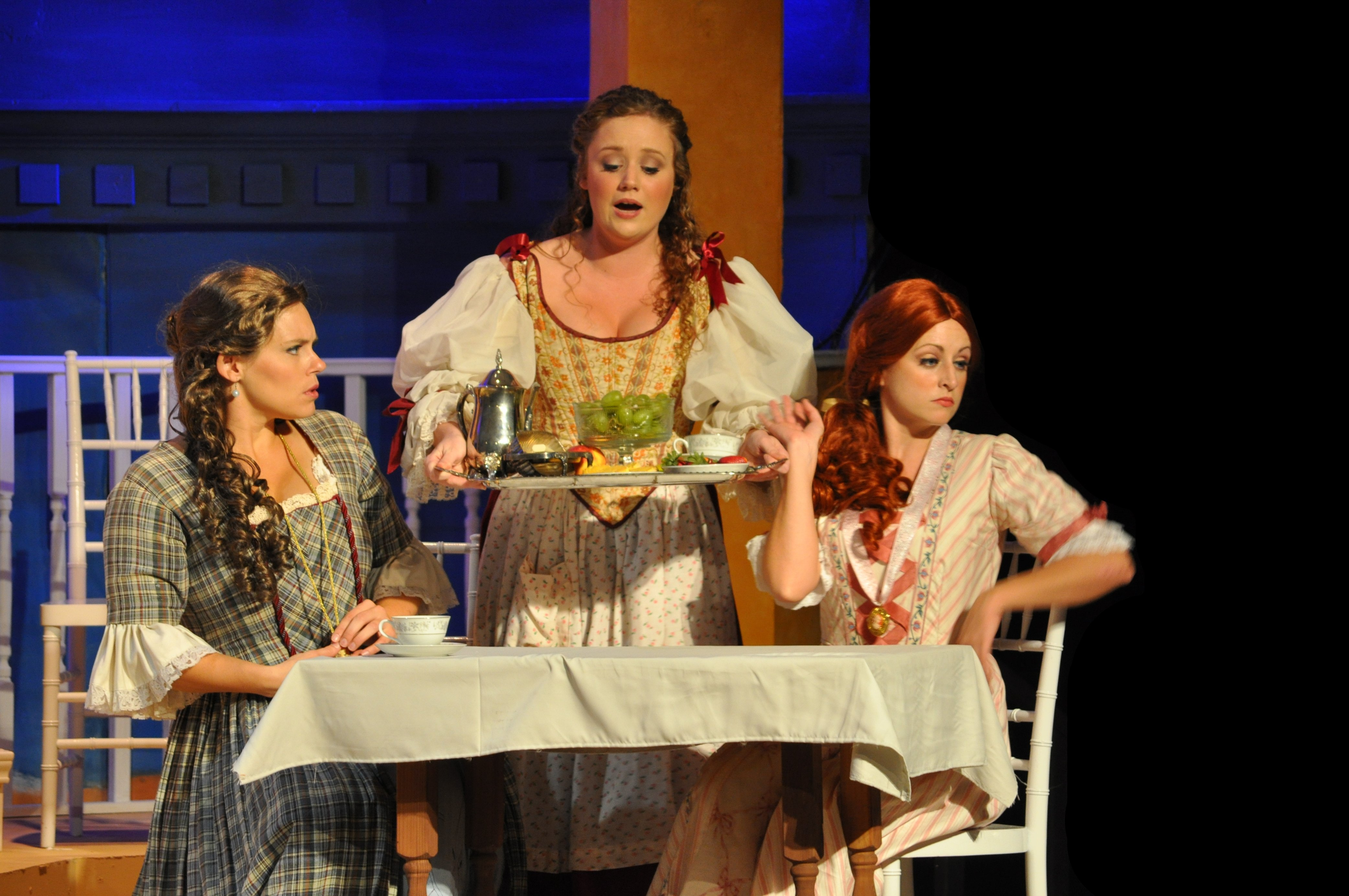
Despina podaje siostrom śniadanie

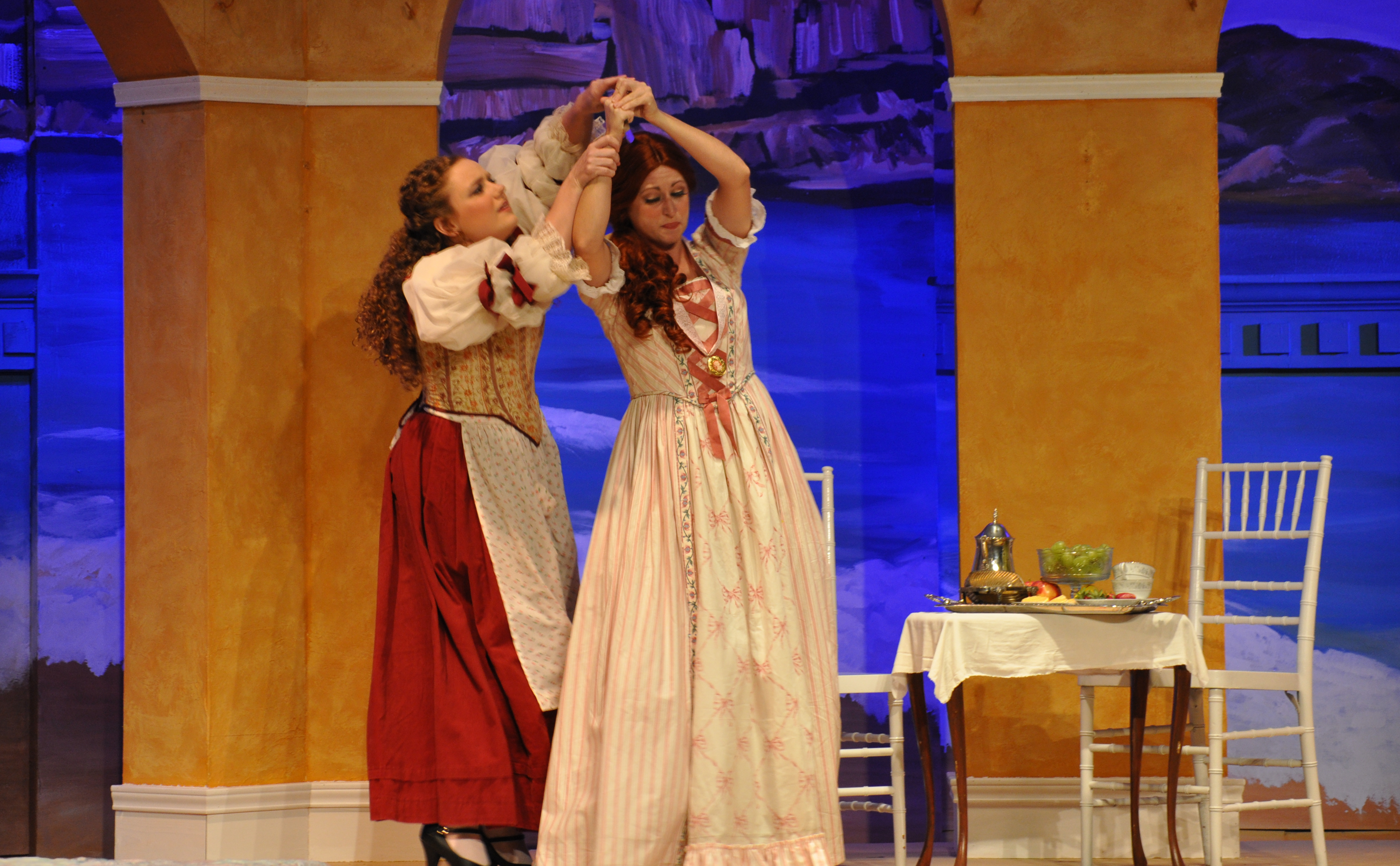
Ah scostati... Smanie implacabili

- N. 11 Smanie implacabili (Dorabella)
- N. 12 In uomini! In soldati (Despina)

Tymczasem Despina, służąca sióstr, przygotowując im śniadanie waha się, czy nie warto byłoby skosztować słodkiej ubijanej czekolady, przecież i jej buzia nie jest gorsza niż buzie panien, u których pracuje. Gdy ostatecznie decyduje się i próbuje własnego kulinarnego dzieła, wchodzą też one. Śniadaniem nie są zainteresowane w ogóle, dlatego odpychają Despinę wytrącając jej z rąk tacę. Bardziej interesujące wydają się teraz być wszelkie narzędzia samodestrukcji, powietrza i siebie samych nienawidzą a światło dzienne je razi. Chcą niemal odreagować swoją stratę na niewiele z tego wszystkiego rozumiejącej pokojówce, zresztą najlepiej by było, gdyby ta w ogóle sobie stąd poszła i zostawiła je same w spokoju. Dorabella wreszcie wybucha niepohamowanym spazmem, lepiej by było dla niej, gdyby rozszarpały ją jakieś erynie, niż jeśli wciąż ma żyć w takim bólu. Żadne krwiożercze furie jednak nie nadlatują, a i te w jakie na chwilę zamieniły się dziewczyny, powoli dochodzą do siebie. Despina stoi też nadal przy siostrach osłupiała. Jest przecież w zasadzie ich powiernicą i przyjaciółką, dlatego czuje, że musi je jakoś pocieszyć, cokolwiek by się nie stało. Wreszcie z trudem wyciąga od nich wieści, że straszliwe nieszczęście, jakie dotknęło młode zakochane kobiety, to wyjazd ich ukochanych na pole bitwy. Tego już jest dla niej za wiele, przecież to tylko dwaj nicponie, którzy być może wreszcie nauczą się moresu i zapewne wrócą spod Neapolu okryci chwałą. Co jednak jeśli polegną? Wówczas zostaje przecież tylu innych, w których tak samo można się zakochać czy chociażby poflirtować. Twierdzi co gorsza, że żołnierze w tym względzie na pewno nie próżnują i bez skrupułów poszukają sobie nowych miłostek, gdziekolwiek są. Tym razem to siostry oburzają się na nią tak samo, jak wcześniej ich narzeczeni na Don Alfonsa. Odpowiedź Despiny również przypomina to, co Don Alfonso mówił do młodych przyjaciół o wierności kobiet i mitycznym feniksie, tak samo męską wierność według niej można włożyć między bajki. Namawia zatem dziewczyny do zemsty na całym męskim rodzie, mamiącym tylko bezbronne kobiety swoimi nieszczerymi westchnieniami i komplementami. Siostry według niej powinny choć spróbować się zabawić i znaleźć sobie nowych adoratorów.
- N. 13 Alla bella Despinetta (Fiordiligi, Dorabella, Despina, Ferrando, Don Alfonso, Guglielmo)

Don Alfonso realizując swój koronkowo opracowany plan obawia się jednakże, by wszystkiego nie popsuła rezolutna służąca, tym bardziej że cisza i nastrój odczuwalny już w zwykle gwarnym domku sióstr zdają się mu sprzyjać. Dlatego postanawia uczynić cząstką intrygi także i samą Despinę. Ta droczy się z nim nieco, bo na cóż może dziewczynie przydać się taki stary jak on? Jednak suma dwudziestu skudów stanowi w tym przypadku przekonywający argument. Oboje wymieniają się informacjami o aktualnej sytuacji. Kiedy dodatkowo Don Alfonso mówi o dwóch swoich szlachetnie urodzonych albańskich przyjaciołach podkochujących się w Fiordiligi i Dorabelli i wspomina też, że akurat go odwiedzili, pokojówce jest to jak najbardziej na rękę, sama wszak przed chwilą doradzała dziewczynom, by i one się zabawiły. Interesuje ją jednak nie tylko czy konkurenci są młodzi i przystojni, bo jeszcze ważniejsze wydaje się to, na ile pełne są ich sakiewki. Jej rozmówca ma jednak gotową odpowiedź: dziewczyny z klasą na pewno docenią walory jego przyjaciół. Także tym razem kawalerowie są tuż za progiem, wchodzą więc niemal od razu kłaniając się Despinie jednak ku jej zdumieniu, nawet przerażeniu. Toż to istne antidota na miłość! Te ich figury, niedzisiejszy zarost, dziwaczny strój, podejrzane zachowanie, skąd ich w ogóle Don Alfonso wziął? Wszyscy trzej panowie są wyraźnie rozbawieni, plan Don Alfonsa działa, zatem niespodziewani przybysze już chyba niczego nie powinni się obawiać.
- Temerari, sortite fuori di questo loco
- N. 14 Come scoglio immoto resta (Fiordiligi)
- N. 15 Non siate ritrosi (Guglielmo)

Wśród ogólnego tumultu pojawiają się również młode panie domu, jednak Don Alfonsowi udaje się przed nimi przezornie ukryć. Obrywa się zatem Despinie, przecież dziś ten dom jest domem smutku i żalu po tym, jak ukochani wyruszyli w bój. Siostry natychmiast każą służącej pozbyć się nieproszonych gości i nawet nie bardzo mają ochotę, by dowiedzieć się, czego tutaj chcą jacyś obcy mężczyźni. Dopiero gdy okazuje się, że przybysze są zakochani od dawna i bez pamięci właśnie w nich, Dorabella i Fiordiligi są bliskie tego, by niemal wybuchnąć. Wszystko naprawić próbuje wchodzący zza drzwi Don Alfonso. Stary przyjaciel udaje zaniepokojenie, ale gdy podchodzi do dziwnie wyglądających intruzów, tym bardziej ma pretensje do sióstr. Przecież ci dziwni ludzie wzbudzający niepokój Dorabelli i Fiordiligi to najlepsi przyjaciele, jakich on ma na świecie, zapewnia też zdumione podlotki, że i ich przyjaciółmi ci dwaj na pewno szybko się staną. Przyjaciołom Don Alfonsa języki na to niemal więzną w gardłach, teraz nijak nie mogą się wygłupić, dlatego czekają na dalsze wskazówki, musi on więc im podpowiadać, co dalej powinni robić. Wreszcie przełamują się i chcą, choć niezbyt śmiało, wyrazić cel swojej wizyty, co jednak tym bardziej dodaje pewności siebie Fiordiligi. Dziewczyna mając oparcie w siostrze próbuje swoje ogromne wzburzenie ukryć w słowach pełnych animuszu. Deklaruje zatem pretensjonalnie wobec nachalnych adoratorów, że razem z Dorabellą nie życzą sobie ich oglądać i słyszeć oraz że pozostaną wierne swoim ukochanym, niewzruszone jak skała zdolna oprzeć się wszelkim wichrom i burzom, zaś stałość jej i siostry może zniweczyć jedynie śmierć. Radzi więc intruzom uszanować to, że one zostaną wzorami cnoty i porzucić wszelkie bezczelne nadzieje. Rzeczywiście, ledwie udaje się obie panny zatrzymać, lecz tylko na chwilę, gdy próbują wrócić do swoich pokoi. Nawet Don Alfonso zaskoczony reakcją Fiordiligi, by mieć choć cień dalszej nadziei, stara się jeszcze użyć jakichkolwiek argumentów, byle tylko dziewczęta dały jakieś szanse dwójce dziwaków, którzy jednak są z nim zaprzyjaźnieni. To wystarcza, żeby jeden z nich ogarnął myśli i zaproponował, by spojrzały nieco przychylniejszym okiem lejąc balsam miłości w dusze nieszczęśników, a być może odnajdą w nich najwierniejszych na świecie kochanków. Próbuje też przedstawić swoje i przyjaciela walory, w co brnie coraz dalej skupiając się raczej na własnych słowach, niż obu siostrach. Tymczasem one wymykają się wykorzystując nieuwagę zalotników.
- N. 16 E voi ridete? (Ferrando, Don Alfonso, Guglielmo)
- N. 17 Un’aura amorosa (Ferrando)

Guglielmo śmieje się w głos, mimo tego, że przed chwilą w przebraniu nie udało mu się wzbudzić najmniejszego zainteresowania sióstr, a może tym bardziej dlatego. Tak samo głośno śmieje się Ferrando. Tylko Don Alfonso ucisza obu swoich rzekomych Albańczyków. Owszem, dziewczęta nie odkryły jeszcze ich tożsamości, udało się poniekąd zmylić nawet Despinę, wciągając ją tylko częściowo w intrygę. Jednak łatwiej zmienić wygląd i barwę głosu, niż śmiech. Co będzie, jeśli zdradzi ich ten drobny przecież szczegół? Obaj żołnierze proponują przyjacielowi wypłatę zmniejszonej o połowę i poniesione już wydatki sumy zakładu, jednak przywołani do porządku i wierni przysiędze danej Don Alfonsowi szybko się reflektują, do końca dnia zostało jednak sporo czasu. Nic też nie będą jedli, dokąd nie uda im się wygrać, wówczas posiłek będzie przecież lepiej smakował. Ferrando biegnie też myślami do czystych miłosnych uniesień.
- N. 18 Finał
  - Ah che tutta in un momento (Fiordiligi, Dorabella)
  - Si mora, sì si mora (Fiordiligi, Dorabella, Ferrando, Don Alfonso, Guglielmo)
  - Eccovi il medico, signore belle (Fiordiligi, Dorabella, Despina, Ferrando, Don Alfonso, Guglielmo)
  - Dove son! (Fiordiligi, Dorabella, Despina, Ferrando, Don Alfonso, Guglielmo)
  - Dammi un bacio, o mio tesoro (Fiordiligi, Dorabella, Despina, Ferrando, Don Alfonso, Guglielmo)

Choć Don Alfonso dobrze wie, że kobiet wiernych nigdzie nie ma, a zachowanie obu panien raczej pasuje do tego, co zakładał jego plan, zaczyna jednak mieć wątpliwości. Przełamanie ich niechęci wobec nowych adoratorów było raczej blisko, teraz zaś dziewczęta zapewne mogą stać się jeszcze bardziej nieufne. Postanawia zatem spotkać się ponownie i naradzić z Despiną. Niestety rozmowa wnosi niewiele. Cóż z tego, że służąca zachowywałaby się inaczej niż panny z dobrego domu, skoro on ma dowieść niestałości obu sióstr? Despina pyta jednak ponownie o to, jak bogaci są jego znajomi i kiedy Don Alfonso odpowiada, że po prostu są najbogatsi, tym razem to ona próbuje przejąć inicjatywę i licząc nie tylko na chwałę, ale zapewne i na zysk, proponuje, by spotkali się we czwórkę razem z dziwacznymi Albańczykami.

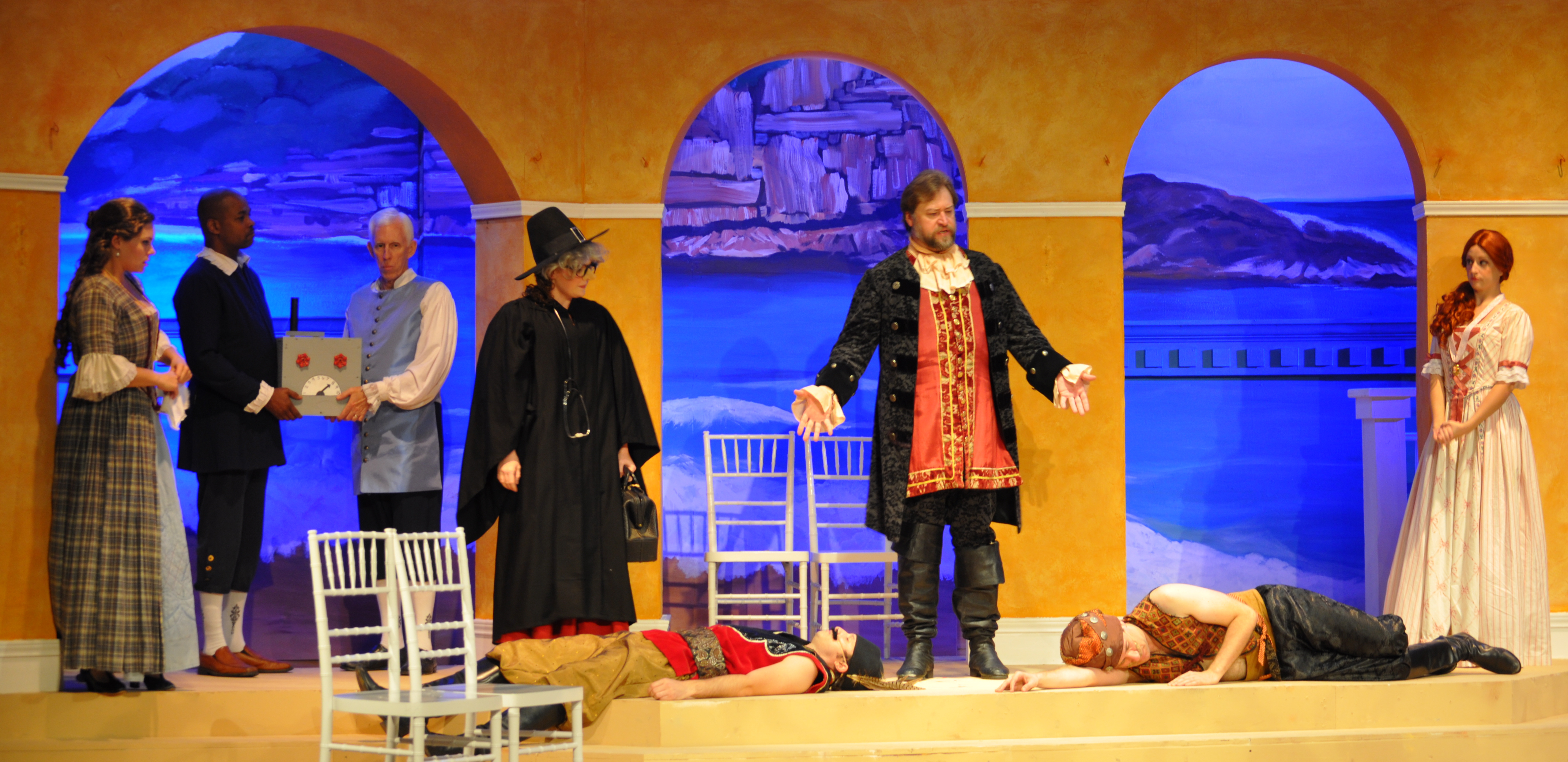
Scena zbiorowa, finał pierwszego aktu

Plan Despiny jest niebywale prosty. Podczas gdy młode kobiety wylewają w ogrodzie nie wiedzieć komu swoje żale, obaj dzielni przebierańcy, choć wygląda na to, że powstrzymywani przez swojego starszego przyjaciela, gwałtownie przerywają ich skargi znowu się do nich zbliżając. Tym razem są zaopatrzeni w okrutną broń przeciwko wrażliwym sercom podlotków. Każdy z nich trzyma w rękach tajemniczą fiolkę, a jeszcze Don Alfonso głośno mówi o skuteczności trucizny. Zaraz też na oczach dziewczyn obcy zażywają, jak twierdzą, arszenik. Ma on być dla nich wybawieniem od okrucieństwa cierpień spowodowanych przez niespełnioną miłość. Rzeczywiście działanie specyfiku jest natychmiastowe, jeden łyk płynu wystarczy każdemu z nich, by padł niemal bez tchu. Panny w panice próbują wezwać pomoc, ale usłyszeć może je tylko Despina, która natychmiast przybywa na ratunek. Zaraz też dzielą się zadaniami. Ona i Don Alfonso mają niezwłocznie znaleźć lekarza, Dorabella i Fiordiligi natomiast mają czuwać przy nieszczęśnikach. Ferrando i Guglielmo szepczą z sobą porozumiewawczo i głośniej wzdychają. Ich wybranki nadal są w szoku, choć współczucie i ciekawość przełamuje lody. Podchodzą one do chłopców, jak do właśnie poległych, czule ich obejmują i sprawdzają nikłe ich zdaniem pulsy. Obaj śmiałkowie zaczynają się zatem obawiać o losy zakładu, a kolejna maskarada niemal obnaża całą intrygę. Prawie rozśmiesza ich przebranie Despiny, którą Don Alfonso przyprowadził jako medyka. Obie młode gospodynie jednakże nie zwracają uwagi na to, kto jest medykiem i jakimi dziwnymi językami włada, ale myślą tylko o tym, żeby uratować dwóch ludzi, którzy jeszcze przed chwilą byli w nich przecież zakochani na śmierć. Autorka nowego pomysłu, choć zdaje sobie doskonale sprawę z tego, co zaszło, pyta o szczegóły i następnie wyciąga kamień Mesmera, czyli magnes. Skoro mesmeryzm już rozprzestrzenił się z Niemiec do Francji, to czemuż nie użyć tej jakże skutecznej metody, by przywrócić obu nieszczęśników do życia? Zaraz też i oni zaczynają reagować na magnetyczne moce, obie siostry mają ich podtrzymywać, aby drżąc pod wpływem magnetyzmu, nie porozbijali sobie głów i po chwili ich zalotnicy wstają. Dziewczyny są zachwycone umiejętnościami tego dziwacznego lekarza, jego wiedzę medyczną uznają za godną peruwiańskich skarbów.
Tymczasem ich nowi adoratorzy – i to dosłownie nowi, bo Guglielmo ma zalecać się do Dorabelli, ukochanej Ferranda, natomiast ten – do Fiordiligi – wstając wyrażają przypuszczenie, że chyba są u tronu Jowisza i przypisują dziewczynom imiona bogiń. Szybko jednak wracają do poprzedniej narracji nie tylko twierdząc, że panny są rzeczywiście boginiami ich dusz, proszą także odpowiednio każdy o całusa. Dziewczyny natomiast mają dylemat, którego rozwiązanie szybko próbują podsunąć im Don Alfonso i przebrana Despina: cóż z tego, że całus godziłby w cześć praworządnych narzeczonych, w nieszczęśnikach może przecież jeszcze działać trucizna. Siostry jednak nie dają się tym razem zbyt łatwo przekonać i odsyłają przybyszów do wszystkich diabłów, zaś czwórka intrygantów zastanawia się na nowo, czy te ostentacyjne sprzeciwy dziewcząt, nie są jedynie maską przykrywającą już rodzące się zainteresowanie, a może nawet kiełkujące uczucie.

### AKT II
- N. 19 Una donna a quindici anni (Despina)

Despina na nowo stara się przekonać Fiordiligi i Dorabellę, żeby zachowywały się jak prawdziwe kobiety i nie były śmieszne. Warto wykorzystać okazję i choćby nieco poflirtować, zakochani przybysze są przecież pod ręką, do tego są szlachetnie urodzeni i bogaci. Umie też znaleźć szybką odpowiedź na to, co robić na wypadek, gdyby Ferrando z Guglielmem dowiedzieli się o tych albańskich szlachcicach, przecież jest jeszcze ona, a służąca też może mieć dwóch zalotników. Zauważa przezornie, że można żyć bez miłości, ale nie bez amantów. Piętnastoletnie panny według niej powinny umieć obchodzić się z mężczyznami i flirtować na wszelkie sposoby każdemu dając niezobowiązująco nadzieje, kiedy trzeba udawać śmiech i płacz, ukrywać rumieńce zawstydzenia, a słów mogę i chcę używać jak królowe.
- N. 20 Prenderò quel brunettino (Fiordiligi, Dorabella)

Nauka, jakiej dziewczętom udzieliła pokojówka, wystarcza, by rozpalić choćby nową ciekawość w sercach podlotków. Dorabella zaczyna coraz bardziej wszystko analizować i choć Fiordiligi ma jeszcze opory, to jednak zdaje się ulegać siostrze, która już wybrała. Interesuje ją brunet (czyli Guglielmo), a Fiordiligi ma zabawiać swoimi westchnieniami blondyna.

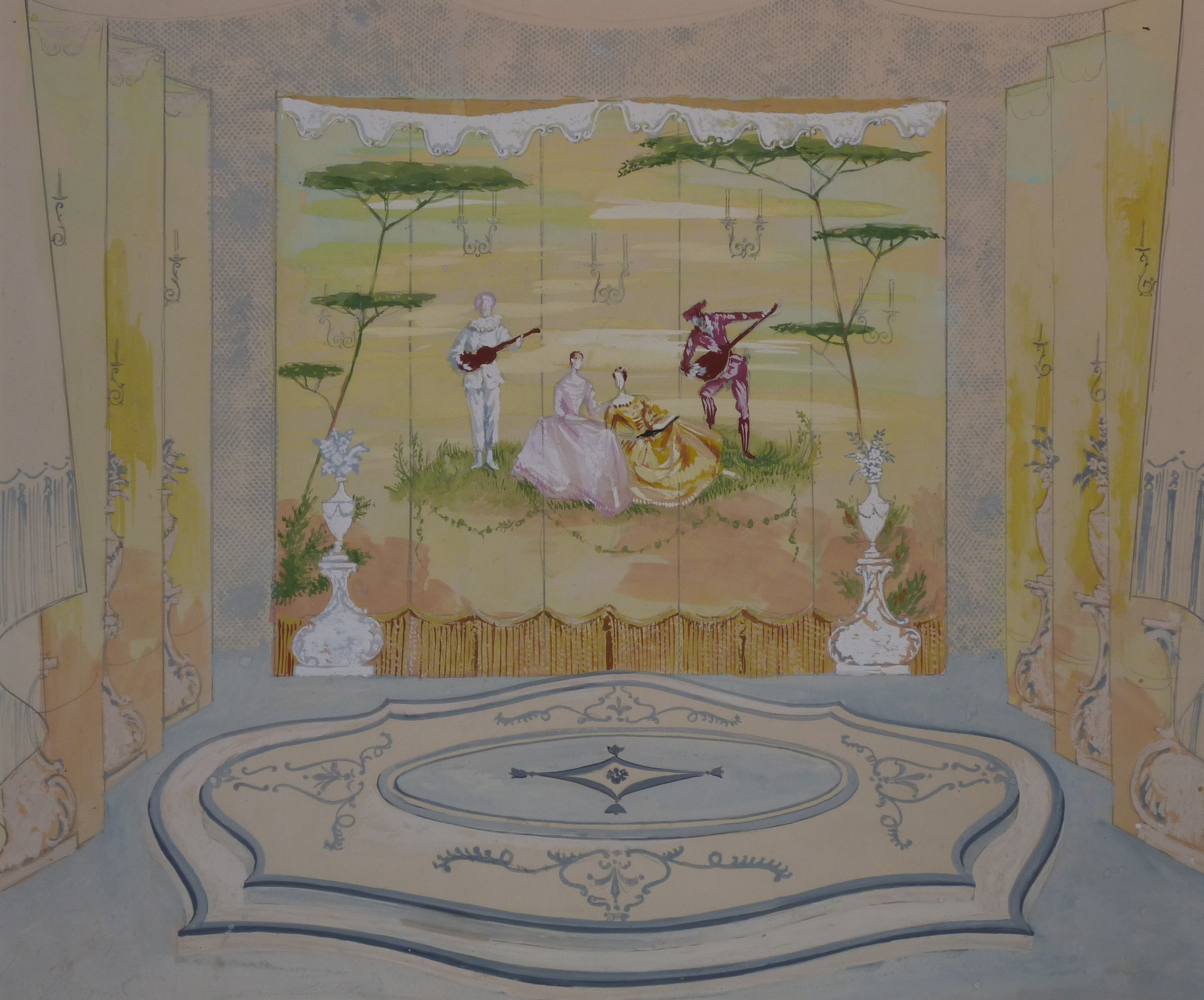
Ilustracja do sceny w ogrodzie

- N. 21 Secondate. aurette amiche (Ferrando, Guglielmo, chór)
- N. 22 La mano a me date (Despina, Ferrando, Guglielmo, Don Alfonso)

Przybywający akurat Don Alfonso, który zaprasza dziewczyny do ogrodu, by się nieco rozerwały w tym smutnym dniu i nie myślały o swoich ukochanych, nie wie jeszcze, że grunt pod powodzenie jego planu jest już dobrze przygotowany. Siostry nie dają się długo prosić i idą za przyjacielem domu. Rzeczywiście tym razem adoratorzy są przygotowani o wiele lepiej. Wraz z zaproszonym chórkiem towarzyszy śpiewają miłosną pieśń, ale ta sytuacja zaskakuje młode kobiety. Jednak i tym razem duchem sprawczym musi okazać się Don Alfonso. Bez niego uwodziciele są bezradni, a ich wypowiedzi niezbyt składne. Zatem w ich imieniu ponownie przedstawia on sprawy obiektom ich miłości, żeby szybko zakończyć całą rzecz. Pomaga mu Despina, która w imieniu swoich panien odpowiada mężczyznom. Oboje z Don Alfonsem są już niemal pewni, że teraz Fiordiligi i Dorabella żeby ich przechytrzyć, musiałyby być sprytniejsze od samego diabła.
- N. 23 Il core vi dono (Dorabella, Guglielmo)

Młodzieńcy nawet zostawieni z dziewczynami sam na sam nadal nie umieją znaleźć właściwego języka, jednak tym razem intrydze Don Alfonsa i Despiny sprzyja zmiana nastawienia dziewcząt. Wreszcie Ferrando z Fiordiligi postanawiają pospacerować po parku, a gdy druga z par ma uczynić to samo, Guglielmo nagle łapie się za serce. Dorabella ma jednak tego dość, czy to znowu kolejny efekt działania zażytej trucizny? Tymczasem żołnierz widzi swoją szansę na honorowe działanie wobec dwóch przyjaciół, oto może dowieść prawdziwości słów Ferranda, a dodatkowo wypełnić przysięgę złożoną Don Alfonsowi, choć zrobi to wystawiając na próbę ukochaną przyjaciela. Odzyskuje zatem pewność siebie. Prosi Dorabellę, by ta dała mu dowód swojego uczucia. Nawet dwa – taka jest odpowiedź dziewczyny, gdy jednak Guglielmo oferuje jej naszyjnik z serduszkiem, waha się ona widząc w tym jawne, jednoznaczne intencje. Guglielmo nie daje jednak za wygraną i rzeczywiście rozmowa przechodzi na temat ich serc, skoro serce Dorabelli nie należy do niej, to co takiego bije w jej piersiach? Cóż bije w piersi Guglielma, skoro ofiarował serduszko jej, pyta Dorabella z wzajemnością. Młodzi zbliżają się do siebie, uczucie bucha z siłą Wezuwiusza a oba serca biją już jednym, wspólnym rytmem.

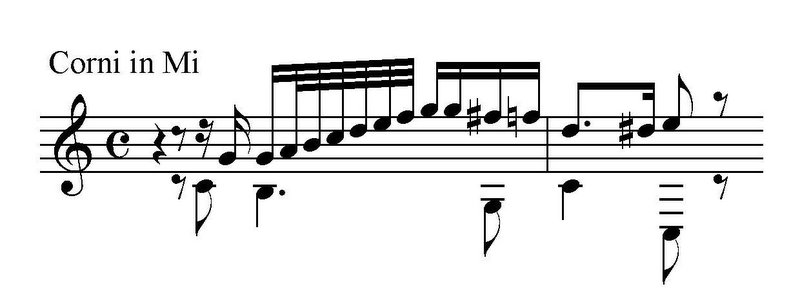
Per pietà, ben mio, perdona, solo waltorni

- Barbara! Perché fuggi? (Ferrando, Fiordiligi)
- N. 24 Ah lo veggio, quell’anima bella (Ferrando)

- Ei parte... senti...
- N. 25 Per pietà, ben mio, perdona (Fiordiligi)

Coś jednak musiało wydarzyć się także podczas spaceru. Fiordiligi jest zupełnie roztrzęsiona i rozdarta w uczuciach między Guglielma, a tego nowego adoratora, który okazał się być podstępny jak węże, hydry i bazyliszki libijskiej pustyni. Ten jednak zaklina dziewczynę, żeby chociaż na niego przychylnie spojrzała, ale wreszcie odchodzi. Cóż z tego, kiedy jej serce już się dopuściło zdrady? Czy tak ohydną zbrodnię wybaczyłby jej Guglielmo? Przywołuje go jednak w myślach i prosi całą sobą o wybaczenie.
- Il mio ritratto! (Ferrando, Guglielmo)
- N. 26 Donne mie, la fate a tanti (Guglielmo)

Guglielmo jest naprawdę bardzo blisko i spotykając się z Ferrandem bardzo szybko dowiaduje się, że jego wybranka jest nadal mu wierna. Sam w sposób oczywisty nie może uczciwie odwdzięczyć się przyjacielowi równie pozytywną informacją, powstrzymuje go jednak, by nie robił głupstw i nie wydał się zbyt szybko przed Don Alfonsem. Także poproszony przez przyjaciela o radę, nie potrafi jej udzielić. Stwierdza tylko, że faktycznie, mimo tego iż wielokrotnie sam słowem i czynem stawał w obronie honoru kobiet, taka już ich natura.
- In qual fiero contrasto
- N. 27 Tradito, schernito (Ferrando)

Ferrando jest niepocieszony, teraz Don Alfonso może śmiać się z jego głupoty. Zdradzony przez przyjaciela i ukochaną, przecież nie potrafi nie kochać. To Don Alfonso próbuje mu jednak przyjść z pomocą wbrew przechwałkom Guglielma, który twierdzi, iż różnica pomiędzy nim a Ferrandem polega na tym, że jego żadna kobieta zdradzić by nie mogła. Domaga on się także od Don Alfonsa swojej części wygranej, ten jednak przypomina, że zgodnie z przyrzeczeniem nie minął jeszcze termin i obaj dzielni wojacy są nadal w jego służbie.
- N. 28 È amore un ladroncello (Dorabella)

Podczas gdy mężczyźni rozprawiają o zdradzie Dorabelli, ta zdążyła zwierzyć się już Despinie. Pokojówka trzyma oczywiście jej stronę i obie zgodnie twierdzą, że mężczyźni w tym względzie znają iście szatańskie sztuczki. Wejście Fiordiligi psuje jednak atmosferę. Dziewczyna ma za złe wszystko i całemu światu. Niech diabli wezmą ją, siostrę, Despinę, Don Alfonsa, a zwłaszcza obu obcokrajowców. Zwierza się, że popełniła najgorszą w jej mniemaniu zbrodnię – jest zakochana i to nie tylko w biednym Guglielmie znajdującym się teraz zapewne na polu walki, ale i oto w tym albańskim blondynie, z którego jeszcze kilka chwil temu chciała tylko żartować. Despina i Dorabella są zachwycone możliwościami i wizją podwójnego ślubu obu sióstr i wyjazdu daleko stąd razem z Albańczykami, którzy są na pewno żywi, kiedy pierwotni ukochani sióstr mogą polec pod Neapolem. Pewność przecież jest lepsza od niepewności, Fiordiligi zaś ma tym większe opory, przecież serce nie może się aż tak łatwo odmieniać, na co Dorabella ma prostą odpowiedź, że przecież są kobietami, cóż więc w tym ma być dziwnego? Radzi też ona Fiordiligi, że najlepszym rozwiązaniem w aktualnej sytuacji będzie to, jeśli też ulegnie blondynowi. By nie dać się złemu nastrojowi wprowadzonemu na chwilę przez siostrę, wesoło podśpiewuje też nazywając miłość złodziejaszkiem, sprytnym jak mały wąż, który w życie wdziera się niepostrzeżenie i najchętniej działa niechciany.
- N. 29 Fra gli amplessi in pochi istanti (Fiordiligi, Ferrando)

Zachowanie siostry drażni Fiordiligi. Okoliczności zdają się być bardzo niekorzystne i chyba cały świat się sprzysiągł, chcąc doprowadzić do tego, by ona sprzeniewierzyła się czystej miłości, miłości do Guglielma. Obmyśla więc plan, który mógłby uchronić jej wierność. Wzburzona wzywa też Despinę, by przyniosła mundury Ferranda i Guglielma. Oni tymczasem wraz z Don Alfonsem już także są w domu sióstr i ukradkiem śledzą jej poczynania, które cieszą szczególnie Guglielma. Despinie natomiast Don Alfonso nakazuje spełnić wszystkie polecenia wydane przez Fiordiligi. Targana rozterkami dziewczyna zrzuca z siebie wszelkie ozdoby, ma się przebrać w mundur Ferranda, jaki ten zostawił u nich, Dorabella zaś ma założyć strój Guglielma i wraz z nią ruszyć na pole bitwy, by odszukać ukochanych. Gdy zaś przegląda się w lustrze nie poznając prawie sama siebie w żołnierskiej kreacji, staje nagle za nią albański blondyn. Ferrando jest zdeterminowany tym bardziej, że może odegrać się teraz zarówno na niewdzięcznicy Dorabelli, jak i na Guglielmie. Zatem wmawia dziewczynie, że skoro ona wybiera się pod Neapol, jemu zostaje tylko śmierć z miłości, podaje też jej szpadę ostrze kierując we własne serce, czym stopniowo przełamuje jej wojownicze nastawienie. Dziewczyna dłużej nie jest w stanie się opierać, wzdycha jeszcze do niebios, ale wyznaje zalotnikowi, że zwyciężył i jest skłonna zrobić, co tylko on zechce. Natychmiast też padają sobie w objęcia.
- N. 30 Tutti accusan le donne (Don Alfonso, Ferrando, Guglielmo)

Teraz to Guglielmo do końca przekonany o pomyślnym obrocie rzeczy, nie umie sobie poradzić z sytuacją. Chyba rogi wystrzelą mu do samych gwiazd. Wymyśla więc swojej wybrance od najgorszych zbrodniarek i nie może go uspokoić nawet Don Alfonso. Jego stan jeszcze pogarsza powrót Ferranda, który kpi z niego tak samo, jak on chwilę temu szydził po zdradzie Dorabelli. Guglielmo jednak, prosząc, by przyjaciel darował sobie kpiny, zastanawia się już, w jaki sposób mogą ukarać dziewczyny. Najbardziej osobliwe rozwiązanie rzuca Don Alfonso. Mianowicie najgorszą karą zarówno dla nich, jak i sióstr ma być poślubienie wiarołomnych narzeczonych. Dziarscy młodzieńcy protestują, nawet wrota piekielne zdają się im bardziej nadawać na żonę niż te dwie. Stary znawca kobiecych dusz proponuje im w zamian tylko bezżenny stan. Ich ukochane nie są tutaj wcale wyjątkowe, tak samo nie są wyjątkowi oni. Mówił im przecież, że na świecie nie ma stałych w uczuciach kobiet, zatem Fiordiligi i Dorabella nie mogły być ulepione dla nich z innej gliny. Ma jednak kilka słów na pocieszenie. Twierdzi, że gdy wszyscy obwiniają kobiety, on je nawet rozumie, że niestałość w uczuciach nie jest żadną skazą czy nawykiem, lecz wynika z potrzeby serca. To raczej porzucony zalotnik musi postarać się odkryć nie u innych, tylko przede wszystkim w sobie przyczynę tego, że czuje się oszukany. Kobiety niezależnie od wieku i urody takie są i tyle, nic tego nie zmieni. Tak czynią wszystkie! Così fan tutte! Co głośno powtarzają za nim także Guglielmo z Ferrandem.
- N. 31 Finał
  - Fate presto, o cari amici (Despina, Don Alfonso, chór)
  - Benedetti i doppi coniugi (chór, Fiordiligi, Dorabella, Ferrando, Guglielmo)
  - E nel tuo, nel mio bicchiero (Fiordiligi, Dorabella, Ferrando, Guglielmo)
  - Miei signori, tutto è fatto (Fiordiligi, Dorabella, Despina, Ferrando, Don Alfonso, Guglielmo)
  - Bella vita militar (chór, Fiordiligi, Dorabella, Despina, Ferrando, Don Alfonso, Guglielmo)
  - Sani e salvi agli amplessi amorosi (Fiordiligi, Dorabella, Despina, Ferrando, Don Alfonso, Guglielmo)
  - Fortunato l’uom che prende ogni cosa pel buon verso (Fiordiligi, Dorabella, Despina, Ferrando, Don Alfonso, Guglielmo)

Zwycięstwo młodym mężczyznom obwieszcza również Despina. Każdy projekt z jej udziałem ma gwarancje powodzenia i musi zakończyć się sukcesem. Widać, kara zaproponowana przez Don Alfonsa nie była przypadkowa, a dwójka autorów intrygi działała w ścisłej zmowie, bo służąca już dopilnowała, żeby dziewczyny także zaaprobowały ten pomysł i zaślubiny mogły się odbyć natychmiast.
Wszyscy obecni w posiadłości sióstr, zaproszeni i przygotowujący przyjęcie, sławią dwie pary nowożeńców. Młodzi także prawią sobie komplementy i wznoszą toasty. Guglielma jednak zły nastrój nie opuścił do końca, dlatego gorzko cedzi przez zęby, że najlepiej by było, gdyby obydwie przebiegłe lisice bez krzty honoru zamiast trunku wypiły truciznę, oczywiście prawdziwą. Don Alfonso obwieszcza jednak ku ogólnej radości, iż notariusz z kontraktami małżeńskimi jest już na schodach. To znowu niezawodna w przebierankach Despina i tym razem wśród ogólnego tumultu i podekscytowania przez panny nierozpoznana. Czyta ona powoli i z namaszczeniem treść dokumentu, zgodnie z którym Fiordiligi ma wyjść za Sempronia, a jej prawowita siostra Dorabella ma zostać żoną Tizia. Dziewczyny chcą wszystko przyspieszyć, dlatego ufając urzędowym zapisom już bez dalszego czytania składają swoje podpisy, gdy nagle rozlega się wojskowa pieśń. Nadpływa znowu łódź, która zabrała na wojnę Ferranda i Guglielma. Powstaje zgiełk. Albańscy szlachcice stają się naprawdę czujni i szybko znikają, a po chwili zamiast nich stoją już dzielni bohaterowie, których rankiem wezwał rozkaz króla. Manewry zostały ostatecznie odwołane i mogą oni znowu zostać ze swoimi ukochanymi. Siostry jednak bledną, szczęście, że ich niedoszli mężowie zdążyli się już bezpiecznie ukryć. Tymczasem Don Alfonso wydaje się być bardzo dwulicowy, wita się on ze starymi przyjaciółmi, jak przedtem z dziwacznymi Albańczykami, ci jednak udają, że nic nie wiedzą, a próbując rozgościć się coraz bardziej, niby przypadkiem natrafiają na notariusza. Despina nie ma już wyboru, musi się zdemaskować, co gorsza nie wie, że Guglielmo i Ferrando przed chwilą byli głównymi uczestnikami intrygi, przecież nawet ona ich nie rozpoznała. Pokojówka przekonuje jednak, że w taki sposób przebrała się na bal maskowy. Dziewczyny są kompletnie zdezorientowane, a Don Alfonso ukradkiem podrzuca papiery. Tego już jest za wiele, bo jak dziewczyny mogły ich zdradzić? Siostry są naprawdę skruszone, wskazują też jednak rajfurkę i stręczyciela, to oczywiście Despina i Don Alfonso. Zresztą tylko on ma teraz zimną krew, ale bez zmrużenia oka wskazuje przyjaciołom kryjówkę Albańczyków, z którymi rzekomo miał być w najlepszej komitywie. Fiordiligi, Dorabella i Despina, wszystkie trzy przestają rozumieć cokolwiek. Zamiast krwawej jatki młodzieńcy wracają jednak z dowodami zdrady, elementami przebrania, portrecikiem wymienionym za serduszko i z tonem głosu przypominającym Albańczyków. Znowu też obrywa się Despinie, tym razem za bycie uprzednio magnetycznym doktorem. Cała intryga wyszła na jaw. Don Alfonso czuje się jeszcze zobowiązany udzielić niezbędnych wyjaśnień i połączyć zakochane pary, na co wszyscy chętnie się zgadzają. Wszak szczęśliwy jest ten, który na wszystko potrafi spojrzeć z właściwej strony, a wbrew przeciwnościom losu odnajduje spokój duszy.

## Historia utworu i komentarz

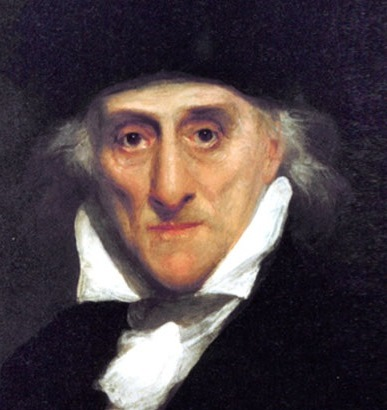
Lorenzo Da Ponte, około 1830 (autor: Samuel Finley Breese Morse)

Dzieło powstało pod koniec 1789 roku na zamówienie cesarza Józefa II i to jemu przypisuje się również według XIX wiecznej anegdoty zaproponowanie autorom tematu, opartego na domniemanych wydarzeniach mających rzekomo wówczas miejsce i komentowanych w wiedeńskich salonach. Tym razem Da Ponte stanął przed koniecznością napisania oryginalnego libretta bez jasno określonego literackiego pierwowzoru w odróżnieniu od tego, co miało miejsce przy poprzednich operach, gdzie współpracował z Mozartem (Wesele Figara, Don Giovanni), choć i tu podobnych literackich dzieł, na których librecista mógł się w pewnym sensie wzorować, nie brakowało. Prapremiera opery odbyła się 26 stycznia 1790 w Burgtheater w Wiedniu. Utwór został przyjęty entuzjastycznie, ale cesarz był chory i nie przybył na premierę, a wkrótce potem zmarł (18 lutego) i z powodu żałoby państwowej zawieszono dalsze spektakle, choć na krótko. Pierwsze pięć przedstawień miało miejsce jeszcze przed śmiercią Józefa II, zaś następnie Così fan tutte powróciło na scenę od czerwca tego samego roku, gdzie wystawiono je jeszcze kolejne pięć razy.
Opera w ciągu dziejów spotykała się zarówno z falami sprzeciwu, jak i próbami „ratowania”; za frywolność libretta Così fan tutte było ostro krytykowane choćby przez samego Ludwiga van Beethovena. Richard Wagner natomiast twierdził, że do złego libretta nie da się skomponować dobrej muzyki. Według niego libretto bowiem reprezentuje pierwiastek męski, podczas gdy muzyka – żeński. Posunął się nawet do stwierdzenia, że gdyby partytura Così fan tutte była tak dobra jak ta do Wesela Figara „haniebnie musiałoby to bezcześcić muzykę!” Tymczasem dzieło Mozarta jest znacząco inne niż wspomniane Wesele Figara, trudno tutaj też rozpatrywać, gdzie muzyka jest lepsza, gdzie gorsza, gdyż oba dzieła pod tym względem stoją na podobnym sobie wysokim poziomie. Ponadto Mozart na próbę w swoim domu 29 grudnia 1789, a potem w operze 20 stycznia 1790 zaprosił swojego masońskiego współbrata Puchberga, ale przede wszystkim kompozytora, którego przyjaźń i talent cenił szczególnie wysoko – Josepha Haydna, musiał zatem i samą swoją operę uważać za godną pokazania jej prawdziwemu znawcy tematu i tym samym naprawdę wartościową
.
Ogrom pracy wykonał tutaj zresztą i Lorenzo Da Ponte, uważany dotąd zwykle jedynie za aranżera adaptującego dzieła innych twórców, pisząc swoje autorskie i równocześnie najlepsze libretto. Tym bardziej, że dysponował zaledwie sześcioma postaciami: „heroiczną” Fiordiligi, „płochą” Dorabellą, dwójką oficerów, z których bardziej zdobywczy jest baryton Guglielmo, a bardziej liryczny śpiewający tenorem Ferrando oraz dwójką sterujących intrygą Don Alfonsem i Despiną. Akcja jest logiczna i wesoła przy czym zupełnie pozbawiona jakichkolwiek martwych punktów, daje również widzom i słuchaczom dużą estetyczną satysfakcję.
Jedną z najlepszych dróg podejścia do mozartowskiego arcydzieła jest zresztą potraktowanie utworu z pewnym przymrużeniem oka, bo i o to chodziło jego twórcom. Sam Mozart początkowo napisał w miejscu arii Non siate ritrosi, gdzie Guglielmo reklamuje pannom wdzięki swoje oraz Ferranda, jeszcze bardziej zuchwałą i groteskową Rivolgete a lui lo sguardo, a ostatecznie rezygnując z niej jako być może zbyt długiej, zbyt hamującej akcję i tak mającej charakter buffa opery, arię tę zachował jako odrębny numer w swoim katalogu tematycznym (przypisane jej KV to 584).
Tytuł Così fan tutte tradycyjnie przypisuje się inwencji i ingerencji w dzieło samego Mozarta, podczas gdy librecista optował za wersją Szkoła kochanków (La scuola degli amanti). Muzyczny motyw Così fan tutte pojawia się już na początku uwertury, co jednak nieprzygotowany wcześniej widz i słuchacz zrozumie dopiero słysząc w II akcie tytułowe słowa śpiewane przez Don Alfonsa i młodych żołnierzy.

## Nagrania CD
| Rok  | Obsada (Fiordiligi, Dorabella, Despina, Ferrando, Guglielmo, Alfonso)                                    | Dyrygent             | Wydawca             |
| ---- | --- | -------------------- | ------------------- |
| 1954 | Elisabeth Schwarzkopf, Nan Merriman, Lisa Otto, Léopold Simoneau, Rolando Panerai, Sesto Bruscantini     | Herbert von Karajan  | EMI                 |
| 1955 | Lisa Della Casa, Christa Ludwig, Emmy Loose, Anton Dermota, Erich Kunz, Paul Schöffler                   | Karl Böhm            | Decca               |
| 1962 | Elisabeth Schwarzkopf, Christa Ludwig, Hanny Steffek, Alfredo Kraus, Giuseppe Taddei, Walter Berry       | Karl Böhm            | EMI                 |
| 1967 | Leontyne Price, Tatiana Troyanos, Judith Raskin, George Shirley, Sherrill Milnes, Ezio Flagello          | Erich Leinsdorf      | RCA                 |
| 1971 | Margaret Price, Yvonne Minton, Lucia Popp, Luigi Alva, Geraint Evans, Hans Sotin                         | Otto Klemperer       | EMI                 |
| 1974 | Pilar Lorengar, Teresa Berganza, Jane Berbié, Ryland Davies, Tom Krause, Gabriel Bacquier                | Georg Solti          | Decca               |
|      | Montserrat Caballé, Janet Baker, Ileana Cotrubaș, Nicolai Gedda, Wladimiro Ganzarolli, Richard Van Allan | Colin Davis          | Philips             |
|      | Gundula Janowitz, Brigitte Fassbaender, Reri Grist, Peter Schreier, Rolando Panerai, Hermann Prey        | Karl Böhm            | Deutsche Grammophon |
| 1977 | Kiri Te Kanawa, Frederica von Stade, Teresa Stratas, David Rendall, Philippe Huttenlocher, Jules Bastin  | Alain Lombard        | Erato               |
| 1988 | Kiri Te Kanawa, Ann Murray, Marie McLaughlin, Hans Peter Blochwitz, Thomas Hampson, Ferruccio Furlanetto | James Levine         | Deutsche Grammophon |
| 1989 | Lella Cuberli, Cecilia Bartoli, Joan Rodgers, Kurt Streit, Ferruccio Furlanetto, John Tomlinson          | Daniel Barenboim     | Erato               |
| 1994 | Renée Fleming, Anne Sofie von Otter, Adelina Scarabelli, Frank Lopardo, Olaf Bär, Michele Pertusi        | Georg Solti          | Decca               |
| 2009 | Karita Mattila, Anne Sofie von Otter, Francisco Araiza, José van Dam, Thomas Allen                       | Sir Neville Marriner | Decca               |
| 2012 | Miah Persson, Angela Brower, Mojca Erdmann, Rolando Villazón, Alessandro Corbelli, Adam Plachetka        | Yannick Nézet-Séguin | Deutsche Grammophon |
| 2014 | Simone Kermes, Malena Ernman, Anna Kasyan, Kenneth Tarver, Christopher Maltman, Konstantin Wolff         | Teodor Currentzis    | Sony                |

## DVD
| Rok  | Obsada (Fiordiligi, Dorabella, Despina, Ferrando, Guglielmo, Alfonso)                                   | Dyrygent             | Wydawca             |
| ---- | --- | -------------------- | ------------------- |
| 1983 | Margaret Marshall, Ann Murray, Kathleen Battle, Franciso Araiza, James Morris, Sesto Bruscantini        | Riccardo Muti        | TDK                 |
| 1988 | Edita Gruberová, Delores Ziegler, Teresa Stratas, Luis Lima, Ferruccio Furlanetto, Paolo Montarsolo     | Nikolaus Harnoncourt | Deutsche Grammophon |
| 1989 | Daniela Dessì, Delores Ziegler, Adelina Scarabelli, Jozef Kundlák, Alessandro Corbelli, Claudio Desderi | Riccardo Muti        | Image Entertainment |
| 2000 | Cecilia Bartoli, Liliana Nikiteanu, Agnes Baltsa, Roberto Saccà, Oliver Widmer, Carlos Chaussón         | Nikolaus Harnoncourt | Arthaus             |
| 2005 | Erin Wall, Elīna Garanča, Barbara Bonney, Shawn Mathey, Stéphane Degout, Ruggero Raimondi               | Daniel Harding       | Virgin Classics     |